# Palais Contarini Dal Zaffo

Le palais Contarini par Claude Monet, 1908.

Le palais Contarini Dal Zaffo, également connu sous le nom de palais Contarini Polignac, est un grand palais de Venise, situé dans le quartier de Dorsoduro, surplombant le Grand Canal, dans une position intermédiaire entre le palais Brandolin Rota et le palais Balbi Valier,,.

## Attribution
Le palais a probablement été construit dans la seconde moitié du XVe siècle. L'architecte du palais est inconnu, mais la conception est fréquemment attribuée à Giovanni Buora, Mauro Codussi ou Pietro Lombardo. L'architecte s'est très probablement inspiré du style architectural lombard. Avec le palais Dario, le bâtiment est l'un des premiers exemples d'architecture de la Renaissance dans la ville.

## Histoire
La famille Contarini dal Zaffo, qui possédait de nombreux autres palais célèbres, a reconstruit la structure entre 1562 et 1582 sans en modifier l'extérieur. Le palais a été nommé d'après Giorgio Contarini, qui était comte de Jaffa (Zaffo) en Palestine. Depuis 1758, l'édifice a appartenu à plusieurs familles aisées : d'abord aux Manzoni, puis aux Angaran, puis aux Polignac. En 1901, l'immeuble est racheté par Winnaretta Singer, fille d'Isaac Merritt Singer et princesse de Polignac par son mariage ,. Du fait de la propriété des Polignac, le palais porte son double nom de Contarini Polignac. Lorsque le palais fut la résidence de la princesse de Polignac, il devint le site d'un grand salon intellectuel, accueillant d'importantes personnalités dans le domaine des arts (notamment de la musique), comme Igor Stravinsky. Le palais est une résidence privée, propriété de la famille Decazes ; il a été restauré entre 2004 et 2007.
Pendant les expositions d'art internationales de la Biennale de Venise, le vaste palais est un lieu fréquenté pour divers événements artistiques.

## Architecture
La façade typique de la Renaissance à trois niveaux est entièrement recouverte de carreaux de marbre poli, qui confèrent au bâtiment sa beauté et son importance particulières. L'aspect du palais apparaît comme un mélange d'éléments inspirés de l'art byzantin, de l'architecture de la Renaissance et de composants d'origine toscane, créant ainsi une union dont la sévérité et la grâce étaient très appréciées même par le critique John Ruskin.
La structure se dresse sur un emplacement de l'ancienne structure byzantine, dont seules la forme des fenêtres et les décorations rondes qui enrichissent la façade survivent. Il y a deux étages nobles, tous deux avec les mêmes dispositions, décorés de pentaphores dans la partie centrale flanquée de deux fenêtres de chaque côté. On retrouve également au rez-de-chaussée les ouvertures en plein cintre, six au total, plus le portail central avec accès direct au canal. Le côté droit du bâtiment partage des murs avec le palais Brandolin Rota, tandis que le côté gauche présente une belle façade latérale avec une fenêtre au deuxième étage et une terrasse couverte au premier, donnant sur un jardin ouvert sur le Grand Canal et bordant le Palais Balbi Valier. 
L'intérieur contient des fresques de Giandomenico Tiepolo.

## Représentations culturelles
Un tableau de Claude Monet datant de 1908 montre la façade du bâtiment. Monet a également peint la Ca' Dario et le Palais Da Mula Morosini.